# Jahre der Entscheidung
Jahre der Entscheidung. Deutschland und die weltgeschichtliche Entwicklung ist eine politisch-philosophische Schrift von Oswald Spengler. Sie erschien 1933 bei C. H. Beck in München. Vorarbeiten zu ihr leistete die Vortragstätigkeit des Philosophen. Mit den Jahren der Entscheidung korrespondiert Spenglers Vortrag Deutschland in Gefahr (3. Februar 1930, vor der Patriotischen Gesellschaft in Hamburg).

## Kontext des Nationalsozialismus

### Entstehungsgeschichte
Diktat, Niederschrift und Drucklegung fallen im Wesentlichen ins Jahr 1932. Spengler beabsichtigte zu diesem Zeitpunkt noch, das Buch (analog zu seinem Vortrag) Deutschland in Gefahr zu nennen. Die Drucklegung war nach Spenglers Angaben bis zur Seite 106 der Erstauflage gediehen, als die Nationalsozialisten am 30. Januar 1933 die Macht im Deutschen Reich übernahmen. Spengler beließ daraufhin zwar den Text unangetastet, änderte jedoch den Titel, um Missverständnisse zu vermeiden:
„Nur den Titel habe ich anders gewählt, um nicht Mißverständnisse zu erzeugen: Nicht die nationale Machtergreifung ist eine Gefahr, sondern die Gefahren waren da, zum Teil seit 1918, zum Teil sehr viel länger, und sie bestehen fort... [...] Meine Angst um Deutschland ist nicht kleiner geworden.“

### Antinazistische Tendenz
Die Umstände der Machtergreifung Hitlers blieben nicht ohne Eindruck auf Spengler, den genauen politischen Beobachter seiner Zeit. Dennoch zeigt sich der Philosoph (für damalige Leser sensationell) reichlich skeptisch und reserviert gegenüber der ‚Bewegung’. Er konzediert der Nazipartei zwar einige Potenziale fernerer Wirksamkeit, meint aber zugleich, die Gefahren seien durch die nationale Revolution keineswegs geringer geworden.
So missfällt Spengler der vordergründige politische Effekt, der mit der Machtübernahme einen neuen Stil des Klamauks in die Politik einschleuste. Darin wittert der Philosoph die verderbliche Haltung des Dilettanten. Spengler hält darüber hinaus die Großsprecherei und die Pose des Herrenmenschen für unangebracht. „Richtige Gedanken werden von Fanatikern bis zur Selbstaufhebung übersteigert. Was als Anfang Großes versprach, endet in Tragödie oder Komödie.“ Unverblümt zeiht Spengler die braune Bewegung der fanatischen, daher politisch gefährlichen Haltung.
Spenglers perspektivischem Blick über die Jahrhunderte der Weltgeschichte behagt zudem der mangelnde Realitätssinn und das Befangensein der Nazis in ihren Augenblicks-Vorstellungen nicht. Er diagnostiziert einen Mangel an Nüchternheit, die doch das Gebot der politischen Stunde sei:
„Und die Nationalsozialisten glauben ohne und gegen die Welt fertig zu werden und ihre Luftschlösser bauen zu können, ohne eine mindestens schweigende aber sehr fühlbare Gegenwirkung von außen her.“

### Zurückweisung der Rassenideologie
Spengler wehrt sich gegen den biologistischen Rassenbegriff und gegen den auf ihm fußenden Antisemitismus. Die Jahre der Entscheidung enthalten folgende Klarstellung:
„Rassereinheit ist ein groteskes Wort angesichts der Tatsache, daß seit Jahrtausenden alle Stämme und Arten sich gemischt haben (…) Wer zuviel von Rasse spricht, der hat keine mehr. Es kommt nicht auf die reine, sondern auf die starke Rasse an, die ein Volk in sich hat.“
Diese Sätze enthalten eine mindestens partielle Zurückweisung der Idee, die eigene Art möglichst „rein“ zu halten. Dies kann auch als Gegenposition zu den Ansichten der Nationalsozialisten gesehen werden.

## Weltanschauliche Grundlagen
Spenglers weltanschauliches Fundament entspricht im Wesentlichen den Vorgaben seines Hauptwerkes Der Untergang des Abendlandes (1918/1922) und Der Mensch und die Technik (1931). Allerdings erfährt es eine Zuspitzung, die wohl der kontinuierlichen Verschärfung der abendländischen Zivilisationskrise geschuldet ist.

### Lebensphilosophie
Spengler versteht ‚Rasse’ als Lebensimpuls einer Menschengemeinschaft, der sich (in Kindern oder in Eingegliederten) durch die Geschichte fortpflanze.
Spengler plädiert, mit seinem Vorbild Friedrich Nietzsche, für einen Pessimismus der Stärke, der sich von dem der Feigen und Müden absetze. Das Leben sei beständiger Krieg, wenn auch nicht immer in den Formen der physischen Gewalt: „Der Mensch ist ein Raubtier“, und „der Kampf ist die Urtatsache des Lebens, ist das Leben selbst“. Die Verwandtschaft solcher Gedanken mit denen des traditionellen Sozialdarwinismus des 19. Jahrhunderts ist nicht zu leugnen.

### Zyklische Kulturentwicklung
Spenglers morphologisch fundierte Geschichtsphilosophie (hierzu bes. Art. Oswald Spengler) geht vom notwendigen Zerfall aller Hochkulturen aus. Diesen Niedergang verzeichnet der Philosoph für das Abendland gerade eben jetzt, im 20. Jahrhundert. Er entspreche der Zeit der Spätantike, vom Zweiten Punischen Krieg (218–202 v. Chr.) an.
Europa trete ins Zeitalter der Weltkriege ein, mit dem die Entwicklung seiner Kultur unwiderruflich schließen werde. Das 20., vielleicht auch noch das 21. Jahrhundert bringe, so Spenglers düstere Prognose, unausdenkliche Katastrophen mit sich, was die rein kriegerische Seite der Ereignisse angeht. Spengler spricht allerdings nicht mit Schaudern von diesen trüben Aussichten, sondern eher mit dem Stolz dessen, der „es als Glück (empfindet), dabei zu sein“.

### Übergang zur Zivilisation
Die Unterscheidung von Kultur und Zivilisation bedeutet bei Spengler, dass jede Kultur nach etwa 1000 Jahren in ihren greisenhaften Endzustand, die ‚Zivilisation’ übergeht.
Wie sich das Schicksal des Abendlandes erfüllen wird, steht darum nicht in allen Einzelheiten fest. Spengler glaubt, trotz aller Verfallserscheinungen bestehe noch die Hoffnung der Aktivierung besagten Ur-Impulses, vor allem in den derzeit verschütteten Wikingerseelen der Bevölkerung Westeuropas.

## Der politische Horizont
Spengler bemängelt an seinen Zeitgenossen einen tief greifenden Mangel an Einsicht in die wirkliche politische Lage. Deutschland kranke im Besonderen an einem höchst provinziellen Erbe. Mit dem Horizont der Eliten in den anderen westeuropäischen Staaten stehe es kaum besser. Spengler spricht, drastisch genug, von der umfassenden „Belanglosigkeit der leitenden Staatsmänner“, einer schweren Hypothek für die künftige Weltpolitik.

### Globalanalyse
Europa habe aufgehört, politisch-militärischer Weltmittelpunkt zu sein.
Russland beginne sich von der westlichen, der petrinischen Pseudomorphose zu befreien. Asien reiche mittlerweile wieder bis an die Weichsel. Damit gerate Deutschland in die Rolle eines kulturellen Grenzlandes gegen den Osten hin.
Die Vereinigten Staaten von Amerika stellen für Spengler auf der anderen Seite des Globus eine aufstrebende Macht dar. Der Philosoph verhält sich etwas zurückhaltend in der Beurteilung, was deren Zukunftsperspektiven anbelangt.
Überdies wächst für Spengler die Bedrohung durch die Heraufkunft eines neuen Selbstbewusstseins bei den „Farbigen (Dritte Welt), die nicht länger die Vorherrschaft der Weißen ertragen wollen“.

### Vorgeschichte der Krise
Die europäische Pentarchie des 19. Jahrhunderts habe in sich bereits den Keim der Selbstzerfleischung der faustischen Völker Westeuropas getragen. Im Prinzip hätte der Erste Weltkrieg schon 1878 wegen der Balkankrise beginnen können. Nur eine überlegene Diplomatie (vor allem Otto von Bismarcks) beim Berliner Kongress habe ihn verhindert, dafür aber auf die Zukunft verschoben und in seiner Wucht nur noch verstärkt.
Der Erste Weltkrieg selbst kannte, so Spengler, keinen eindeutigen Sieger. Er habe nicht wirklich eine Entscheidung in der Grundfrage der Vorherrschaft gebracht. Allein Frankreich gebe sich zurzeit noch dieser Illusion hin.
Sieger des Ersten Weltkrieges seien Arbeiterparteien und Gewerkschaften gewesen:
„Der Arbeiterführer hat den Krieg gewonnen. Was man in allen Ländern Arbeiterpartei und Gewerkschaft nennt, in Wirklichkeit die Gewerkschaft der Parteibeamten, die Bürokratie der Revolution, hat die Herrschaft erobert und regiert heute die abendländische Zivilisation.“

### Prognosen
Spengler sagt vor diesem Hintergrund die kommenden Kämpfe um die Weltherrschaft voraus. Dazu gehört die Einsicht ins aufstrebende Ostasien, vor allem Japans.
Dagegen bescheinigt Spengler Frankreich und England eine innere Schwäche. England steige zurzeit von seinem Rang als Weltmacht ab. Das Erbe der einstmaligen ‚grande nation’ falle im Gebiet des Mittelmeers und Nordafrikas vermutlich der Beutelust Mussolinis anheim. (In diesem Punkt irrte Spengler.) Der Philosoph schreibt jedoch auch, verblüffend hellsichtig:
„Wir stehen vielleicht schon dicht vor dem zweiten Weltkrieg mit unbekannter Verteilung der Mächte und nicht vorauszusehenden – militärischen, wirtschaftlichen, revolutionären – Mitteln und Zielen.“

## Die weiße Weltrevolution

### Russischer Bolschewismus
Spengler hält das Regime der Bolschewiki in Moskau für eine primitive Form der Despotie – nicht wegen des marxistischen Westimportes, sondern aufgrund der Tradition der asiatischen Steppe, die bis zu Dschingis Khan zurückreiche. Die Machthaber im Kreml sind für Spengler Ausgeburten „einer herrschenden Horde – kommunistische Partei genannt mit Häuptlingen und einem allmächtigen Khan und einer hundertmal so zahlreichen unterworfenen, wehrlosen Masse. Von echtem Marxismus ist da sehr wenig, außer in Namen und Programmen“.
Spengler hält demnach die Kommunistenherrschaft in Moskau für Blendwerk der Geschichte. In Wahrheit würde sich kaum etwas ändern, wenn Russland eines Tages das kommunistische Prinzip fallen ließe.

### Nihilismus
Spengler datiert die abendländische Weltrevolution weit zurück, er sieht sie schon im 19. Jahrhundert am Werk. Spengler untersucht die Umsturzbewegung, für sein Denken bezeichnend, in einem Seitenblick auf die analogen Prozesse der Antike, vor allem der Zeit der Gracchen bis zu Sulla.
Spengler deutet die Revolution zudem nicht unter Aspekten von Wirtschafts- oder Sozialfragen, sondern im Lichte der Vorstellung des Primates der Kultur. Revolution sei ein Symptom des Kulturzerfalls. Sie gehe aus der Wendung zur Zivilisation, zur weltstädtischen Intelligenz und zum Rationalismus der Spätzeiten hervor. Jede lebendige Kultur sei hierarchisch aufgebaut, Revolution aber verneine diese Lebenswirklichkeit und fördere die Einebnung der Gesellschaft – nicht zu den Gleichen und Gleichberechtigten, sondern zur formlosen Masse.
Spengler greift hierbei auf Nietzsches Verurteilung der Revolution zurück. „Der Bau der Gesellschaft“ solle mit ihrer Hilfe „eingeebnet werden bis herab auf das Niveau des Pöbels.“

### Instrumentalisierung des Sozialen
Spengler hält die ‚soziale Frage’ für künstlich aufgebauscht. Sie diene als Propagandamittel, um die Arbeiter zu ‚Proletariern’ zu erklären. Fatal sei, dass diese Interpretation gar noch vom Bürgertum akzeptiert werde.
Sozialismus ist für Spengler nichts als der Kapitalismus der Unterklasse: ein bloßer Perspektivenwechsel unter sonst gleichen ‚ausbeuterischen’ Vorzeichen, nur dass unter dem Druck der Diktatur des Proletariats eben alle anderen Gesellschaftsschichten (die bäuerlichen und bürgerlichen) Ausgebeutete seien.

### Diktatur der Arbeiterparteien
Im frühen 20. Jahrhundert besitzen die Arbeiterparteien und Gewerkschaften für Spengler die faktische Macht. Kennzeichnend für die ‚Politik’ der Zersetzung seien vor allem eine maßlose Überschätzung der niederen Arbeit, brutale Eingriffe ins Wirtschaftsleben und horrende Lohnerhöhungen bzw. Arbeitszeitverkürzungen. Zu zahlen haben, so Spengler, die Zeche die Gesellschaft, das Bauerntum, die einfachen Handwerker und insgesamt die Vitalität des Staates.

### Wirtschaftskatastrophe
Spengler sieht die Weltwirtschaftskrise (seit 1929) als direkte Folge der weißen Weltrevolution an. Die jährliche Mehrbelastung durch Erhöhung von Löhnen, Steuern und sozialen Abgaben sei einfach nicht zu verkraften. (Was Spengler damit beschreibt, deutet allerdings im Grunde ‚nur’ auf den Beginn des modernen Sozial- und Wohlfahrtsstaates.)
Die Katastrophe vollziehe sich auch durch die Abwanderung der Industriepotenziale in, so würden wir heute sagen, die Billiglohnländer. Die Luxuslöhne Westeuropas würden die Arbeitsplätze vertreiben.
Am fernsten steht für Spengler diesem weißen Bolschewismus ausgerechnet – Russland.

## Die farbige Weltrevolution
Zu dieser rein abendländischen (wiewohl den Globus tangierenden) weißen Revolution gesellt sich für Spengler die zweite, die ‚farbige’ Weltrevolution. Die Bedrohung von innen wachse durch die zusätzliche Schwächung des Abendlandes nach außen.

### Wer sind ‚die Farbigen’?
Spengler nennt:
- die Afrikaner, die Indianer, nebst allen ‚Negern‘ und ‚Mischlingen‘ in Amerika,
- die islamischen Völker,
- die Völker von China, Indien bis nach Java,
- die Völker von Japan und Russland,
- bisweilen auch Südspanier und Süditaliener.

### Neues Selbstbewusstsein
Die Kriege der faustischen Völker untereinander zeitigten laut Spengler unter den Farbigen eine höchst ermutigende Wirkung: Ihre Volksmassen seien zum Teil in die Kämpfe involviert gewesen und hätten besichtigen können, dass sie den weißen Herren keineswegs hoffnungslos unterlegen gewesen seien: „sie begannen die Weißen zu verachten wie einst Jugurtha das mächtige Rom.“
Das bedenkliche Anzeichen sei, dass sich die Weißen der natürlichen Überlegenheit begeben hätten und dies nicht einmal bemerken würden.

### Wirtschaftskrieg
Die Speerspitze der farbigen Revolution, Russland und Japan, würde niedrige Löhne und politisch-soziale Propaganda als Mittel des Rassenkampfes gegen den Westen führen. Diese Taktiken besäßen, so Spengler warnend, das Potenzial, die Zerstörung der abendländischen Zivilisation zu vollenden.
Die farbige Gesamtrevolution kleide sich in sehr verschiedene Tendenzen. Zuweilen werde der antiwestliche Kampf unter nationalen oder auch unter wirtschaftlichen oder sozialen Vorzeichen geführt. Hier richte er sich gegen Kolonial-Regierungen (wie in Indien), dort gegen weiße Oberschichten (Südamerika).

### Demographischer Niedergang
Die elementare Fruchtbarkeit der Farbigen überflügelte längst den Geburtenstand im Westen. Westliche Dekadenz drücke den Kinderwunsch auf ein unerträgliches Maß herab. Der Verfall der weißen Familie sei in vollem Gange, wodurch das Abendland seine Zukunft verspiele. Noch beängstigender ist für Spengler die rassische Aufrüstung ehemals faustischer Völker wie Frankreich durch Millionen Schwarzafrikaner.
Spengler macht für den Geburtenüberschuss der Farbigen auch den Einzug der abendländischen Medizin mitverantwortlich. Aufgrund dieser sterben die Menschen nicht mehr aufgrund von Krankheiten in jedem Alter weg (sodass trotz des Geburtenüberschusses eine Bevölkerungspyramide entstehen würde). Stattdessen leben immer mehr Menschen bis an die maximale Lebenserwartung, was bei einem Geburtenüberschuss zu einem exponentialen Bevölkerungswachstum führt.

## Verbindung der Revolutionen
Die Gefahr der Gefahren sieht Spengler für das Abendland darin, dass sich die innere weiße mit der äußeren farbigen Weltrevolution verbünden könnte.

### Klassenkampf und Rassenkampf
Klassen- und Rassenkampf kennen für Spengler gemeinsame Ziele: Alle Maßnahmen zur Destruktion der faustischen Kultur seien den Revolutionären auf beiden Seiten willkommen. Von daher erwartet Spengler, dass sich die Agitatoren der weißen und farbigen Revolution gegenseitig unterstützen werden.

### Appell an den Selbstbehauptungswillen
Spengler hofft dennoch: nicht so sehr auf den Fortbestand des Abendlandes, denn dieser sei schon durch die Unausweichlichkeit des Kulturzerfalls ausgeschlossen. Vielmehr sinnt Spengler auf die Verzögerung des physischen Unterganges und auf die Stabilisierung in einem Imperium, wie es die Römer in der Antike (gegen den Widerstand der anderen antiken Völker und der fremdrassischen Germanen) eine Zeitlang durchsetzen konnten.
Spenglers Hoffnung richtet sich, wie schon im Untergang des Abendlandes, neuerlich auf die Deutschen. Deutschland muss seiner Meinung nach die große Politik erlernen und das ‚Endreich’, das germanisch-deutsche Imperium errichten: „Gerade in der germanischen Rasse, der willensstärksten, die es je gegeben hat, schlafen noch große Möglichkeiten.“

## Rezeption
Spenglers Buch wurde ein ungeheurer Erfolg. Es erreichte binnen weniger Monate Rekorde an Verkaufszahlen. Der Affront gegen die mittlerweile regierenden Nationalsozialisten, den der Philosoph (sicher nicht mehr ganz ohne Gefahr für sein Leben) unternahm, dürfte dazu beigetragen haben.
Die Nazis legten daraufhin eine Kampagne gegen Spengler auf. Johann von Leers Spenglers weltpolitisches System und der Nationalsozialismus verurteilte Spenglers Schrift als gegen die neue Bewegung gerichtet: In ihr erlebe das erwachte Deutschland den „ersten ganz großen ideologischen Angriff auf die nationalsozialistische Weltanschauung“ (zit. nach: Ausg. München: DTV, 1980).

## Ausgaben
- Erster Teil, Deutschland und die weltgeschichtliche Entwicklung C. H. Beck, München 1933
- München: C. H. Beck, 1953
- München: Deutscher Taschenbuch Verlag, 1961
- München: Deutscher Taschenbuch-Verlag, 1980 (Vorwort von Heinz Friedrich)
- Graz: Ares Verlag, 2007 (Nachwort von Frank Lisson)